# 아오토조시 하나노니시키에
《아오토 조시 하나노 니시키에》(일본어: 青砥稿花紅彩画)는 이 작품의 원래이자 가장 완전한 형태로, 가부키 연극의 한 장르인 기제와모노(거친 현대극) 중 시라나미모노(도둑 이야기) 하위 분류에 속하는 5막짜리 이야기이다. 가와타케 모쿠아미가 쓴 이 작품은 1862년 3월 에도의 이치무라자에서 초연되었다.
이 작품은 여러 다른 이름으로도 자주 불린다. 《벤텐 코조》(일본어: 弁天小僧)라는 명칭은 실제로는 5인조 기조쿠(의적) 중 한 명인 주인공을 가리킨다. 이 작품의 또 다른 흔한 명칭으로는 《시라나미 고닌 오토코》(일본어: 白浪五人男, "하얀 파도의 다섯 사내")가 있는데, 여기서 '시라나미'(하얀 파도)는 도둑을 지칭하는 용어이다. 대부분의 전통 일본 연극처럼 이 작품도 원래는 5막으로 구성되어 있었으며, 각 막의 극적 패턴과 주제에 관한 특정한 관습을 따랐다. 하지만 오늘날에는 한두 막만 공연하는 것이 매우 일반적이며, 각각의 막 조합마다 서로 다른 작품 제목으로 표현된다. 예를 들어 《벤텐 무스메 메오노 시라나미》라는 제목은 나머지 세 막 없이 제3막이나 제4막만을 공연하는 것을 가리킨다.
이 작품은 에도 시대 오사카의 실존했던 도둑과 범죄자들을 바탕으로 한 다섯 도둑의 무리를 중심으로 전개된다. 카리가네 분시치, 안노 헤이베이, 고쿠인 센에몬, 카미나리 쇼쿠로, 호테이 이치에몬이 그들이다. 이 무리의 우두머리인 닛폰 다에몬이라는 이름은 1747년에 체포되어 처형된 닛폰 사에몬에서 따온 것이다. 한편 벤텐 코조라는 인물은 벤텐 여신에게 바쳐진 섬인 에노섬의 이와모토인 절의 하인을 모델로 했다고 전해진다.
이 작품은 코조와 그의 동료들이 변장을 극적으로 벗어던지고 자신들의 진정한 정체를 드러낼 때 하는 대사들로 가장 유명한 것으로 보인다.

## 등장인물
- 벤텐 코조 키쿠노스케 - 젊은 도둑
- 닛폰 다에몬 - 도둑 무리의 우두머리
- 난고 리키마루 - 젊은 도둑
- 타다노부 리헤이 - 젊은 도둑
- 아카보시 주자부로 - 젊은 도둑
- 센주 공주 - 권세 있는 사무라이나 궁정 관리의 딸
- 하마마츠야 코베이 - 기모노/옷감 가게 주인
- 하마마츠야 소노스케 - 코베이의 사위

## 줄거리

### 제1막
벚꽃이 절정을 이룬 하세데라 절의 화려한 광경에서 막이 오른다. 센주 공주는 절에서 돌아가신 아버지와 사라진 약혼자 코타로를 위해 기도를 드리고 있다.
코타로(실은 변장한 벤텐 코조)가 시종(변장한 그의 동료 도둑 난고 리키마루)과 함께 나타나고, 두 사람은 경내의 한 찻집으로 들어간다. 센주는 코타로를 한 번도 만난 적이 없었기에 그가 어떻게 생겼는지 알 까닭이 없었다. 한편, 또 다른 도둑인 아카보시 주자부로가 센주 일행으로부터 제사 비용을 가로채려다 들통 난다. 소동이 일어나고 일행은 벤텐 코조가 코타로 가문에서 센주에게 선물한 귀중한 금 향로를 손에 넣으려 하던 찻집으로 달려든다. 무명의 로닌으로 변장한 또 다른 도둑 타다노부 리헤이가 그들을 쫓아내고 상황을 진정시킨다.
센주는 향로를 소유한 것이 자신과 일행에게 이러한 폭력과 문제를 초래했다고 여겨 '코타로'에게 보관을 맡긴다. 리헤이와 리키마루가 제사 비용에서 훔친 100량을 놓고 싸우는 동안 두 사람은 미코시가타케 산을 향해 절을 떠난다.

### 제2막
센주와 '코타로'는 한동안 산을 오르며, 코조는 그녀를 정중히 대하며 약혼자 역할을 연기한다. 하지만 그녀가 그의 집으로 더 빨리 직행하자고 고집을 부리자, 그는 변장을 벗고 자신의 정체를 밝히며 벤텐지마 섬이 고향이라 벤텐 코조라 불린다고 설명한다. 치도리라는 코타로의 피리를 가지고 있었기에 그녀가 그를 약혼자로 믿게 된 것이었는데, 그는 어떻게 피리를 얻게 되었는지 꾸며낸 이야기를 한다. 코타로가 가난하고 병든 여행자로 자신을 찾아와 피리를 향로와 교환해달라며 보관을 부탁하고 죽었다는 것이다. 실제로는 벤텐 코조가 코타로를 돌보다가 돈을 빼앗기 위해 죽이고 피리를 가져간 것이었다.
배신감과 절망감에 빠진 센주가 협곡으로 몸을 던질 때, 무대 밖에서 금 향로를 원한다는 목소리가 들린다. 모든 도둑들의 존경을 받는 대도둑 닛폰 다에몬이 나타나 코조에게 자신과 합류하여 다른 도둑들도 모으라고 요구한다. 대신 벤텐이 향로를 가질 수 있게 해주겠다고 설명한다.
다음 장면에서 살아남은 센주는 앞서 자신을 털지 못한 실패로 할복을 준비하던 아카보시 주자부로를 만난다. 두 사람은 서로를 위로하지만, 결국 센주는 다시 한 번 협곡으로 뛰어들어 자살한다. 주자부로가 다시 할복 준비를 하려 하지만, 타다노부 리헤이가 이를 막고 센주의 일행에게서 훔친 100량을 건네며 함께하자고 설득한다. 이렇게 다섯 도둑이 하나로 모이게 된다.

### 제3막
이 작품의 절정은 하마마츠야 코베이와 그의 사위 소노스케가 운영하는 옷감과 의류 가게인 하마마츠야 안에서 펼쳐진다. 벤텐 코조가 혼수용 의복을 사러 온 고귀한 젊은 숙녀로 변장하고, 리키마루는 그 숙녀의 하인 역으로 가게에 들어선다.
이 작품에서 가장 찬사를 받는 요소 중 하나는 천한 계급의 남성다운 도둑이 품격 있고 우아한 젊은 여인 연기를 하는 데 필요한 연기력이다. 대부분의 가부키 배우들이 평생 남성 또는 여성 역할만을 전문으로 하는데, 이 장면을 능숙하게 연기하는 것은 배우의 기량을 극적으로 보여주는 계기가 된다.
'숙녀'는 혼례복으로 쓸 만한 여러 비단과 금수 직물을 보여달라고 하면서 작은 천 조각을 그 안에 넣었다가 빼서 기모노 안에 숨긴다. 이를 본 코베이가 절도 혐의를 제기하면서 소동이 벌어진다. 리키마루(숙녀의 하인 역)는 가게 이웃과 몇몇의 도움을 받아 마침내 중재에 성공한다. 그는 다른 가게의 영수증을 보여주며 그 천 조각이 하마마츠야에서 훔친 것이 아님을 증명한다. 하지만 싸움 도중 '숙녀'가 머리를 다쳤다며 리키마루는 보상금으로 100량을 요구한다. 두 사람이 부당하게 얻은 돈을 받아 떠나려는 순간, 다마시마 잇토(변장한 닛폰 다에몬)라는 사람이 가게 안쪽에서 나와 코조의 소매 아래로 보이는 벚꽃 문신을 지적하며 그가 남자임을 폭로한다.
정체가 탄로난 코조는 겉에 입은 기모노를 벗고 문신이 있는 팔을 드러내며, 가부키 레퍼토리에서 가장 인기 있는 독백 중 하나로 자신의 진짜 정체를 밝힌다. 리키마루도 사무라이 변장을 벗고, 다마시마는 분노한 척하며 도둑들의 목을 치겠다고 나선다. 하지만 코베이는 오히려 그들을 불쌍히 여겨 놓아주며, 심지어 코조의 상처에 바를 고약이나 연고까지 건네준다.
두 사람은 떠나 거리를 걸으며 변장 도구를 번갈아 들고 돈을 어떻게 나눌지 의논한다. 이는 약간의 유머를 보여주며 장면의 감정적 절정을 부드럽게 마무리하고, 관객들이 다음 장면, 즉 이 작품의 진정한 절정에서 벌어질 반전과 감정을 준비하게 한다. 도둑들을 찾아내 준 공로로 다마시마 잇토는 가게 안쪽으로 초대받아 술을 마시게 된다.
다음 장면은 이 안쪽 방에서 펼쳐진다. 술에 취한 다마시마는 칼을 뽑아들고 열정적인 연설과 함께 자신이 닛폰 다에몬임을 밝히고 코베이에게 가게의 모든 돈을 내놓으라고 요구한다. 리키마루와 코조가 100량을 가져갔지만, 이 모든 소동은 다에몬이 코베이의 신뢰를 얻어 안쪽 방까지 들어가기 위한 계략이었던 것이다. 소노스케가 장인을 대신해 자신의 목숨을 바치겠다며 둘 사이에 뛰어들자, 다에몬은 멈춰 서서 자신에게도 소노스케 또래의 아들이 있었다고 말한다. 두 노인은 과거 이야기를 나누다가 다에몬이 소노스케의 친부이고, 코베이가 코조의 친부라는 사실을 깨닫게 된다. 두 사람 모두 각기 다른 이유로 10여 년 전 하세데라의 붐비는 의식에서 아들을 잃었던 것이다. 서로의 아들을 돌봐준 것에 감사하며 다에몬의 범죄 계획은 잊기로 하지만, 코베이는 다에몬에게 다섯 도둑 모두를 범죄의 길에서 벗어나게 해달라고 부탁한다.
코조는 이 대화를 통해 코베이가 센주 공주가 속한 고야마 가문의 가신이었다는 것을 알게 된다. 코베이가 도둑맞은 향로만 되찾으면 사무라이 신분을 회복할 수 있다. 경찰들이 가게를 에워싸자, 코베이는 도둑들이 며칠 전 주문한 정장 한 벌을 다에몬에게 건넨다.

### 제4막

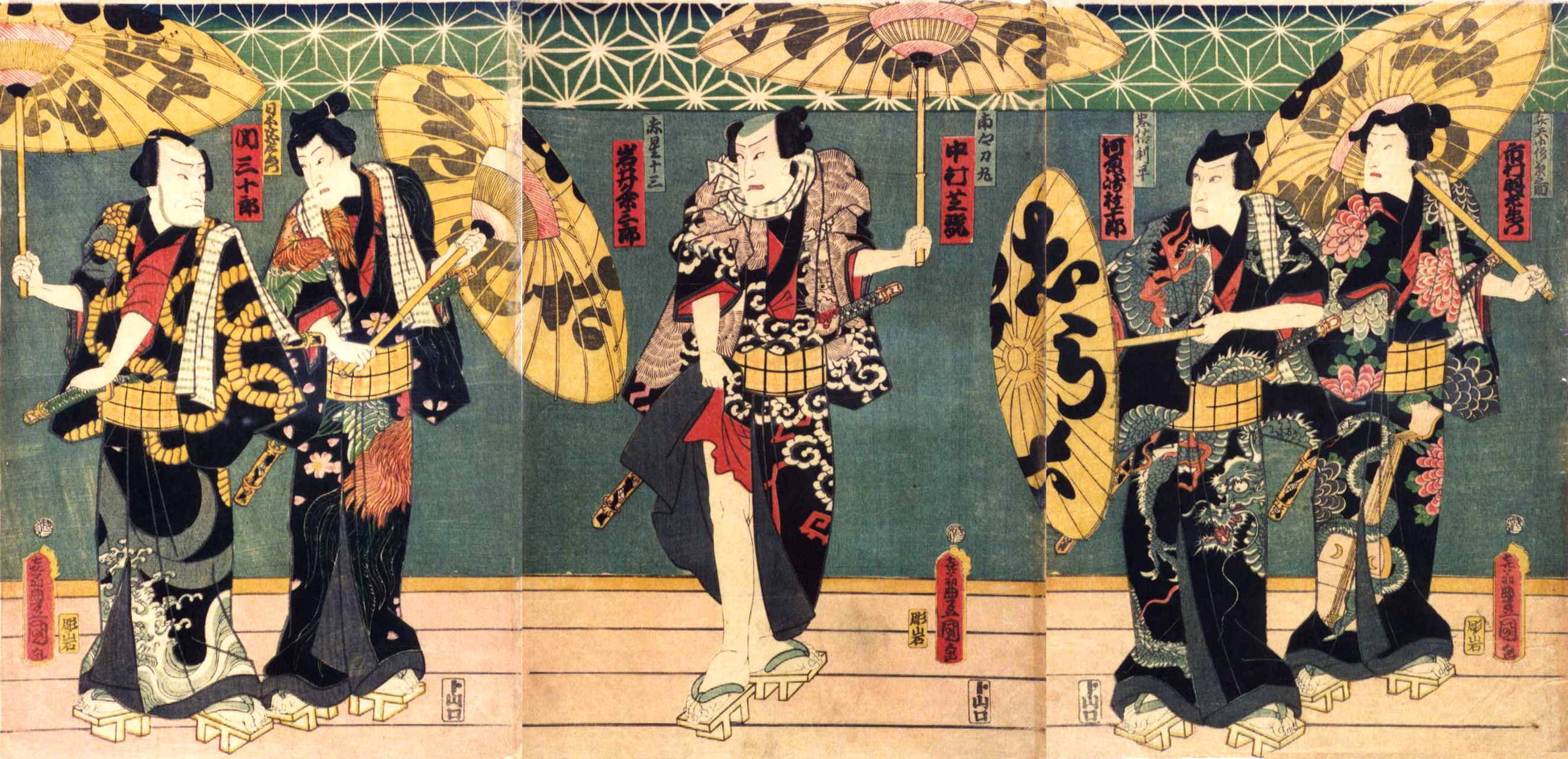
《이나세가와 세이조로이노 바》("제4막: 이나세 강변의 독백들") 우타가와 도요쿠니 3세 작, 1862년. 왼쪽부터: 닛폰 다에몬 역의 세키 산주로 3세, 아카보시 주자부로 역의 이와이 쿠메사부로 1세(후의 이와이 한시로 8세), 난고 리키마루 역의 나카무라 시칸 4세, 타다노부 리헤이 역의 카와라자키 곤주로 1세(후의 이치카와 단주로 9세), 벤텐 코조 키쿠노스케 역의 이치무라 우자에몬 13세(후의 오노에 키쿠고로 5세).

제4막은 이나세 강변이라는 단일한 장소에서 펼쳐진다. 경찰에 포위된 채 정장을 차려입은 다섯 사람이 유명한 독백을 통해 자신들의 정체와 삶의 이야기를 밝힌다. 그런 다음 그들은 경찰을 물리치고 도망친다.

### 제5막
마지막 막은 고쿠라쿠지 절에서 펼쳐지는데, 코조는 잃어버린 향로를 찾으며 경찰과 싸운다. 그의 일당 중 한 명이 경찰에 밀고를 하고 향로를 가지고 달아난다. 긴 전투 끝에 코조는 자신의 모든 죄를 속죄하고자 절 문 지붕 위에서 자결한다.
다음 장면으로의 전환은 아마도 가부키에서 가장 큰 규모의, 가장 유명한 케렌(무대 기술) 중 하나일 것이다. 지붕 전체가 뒤로 기울어져 치워지면서 절문 안쪽 툇마루에 서 있는 닛폰 다에몬의 모습이 드러난다. 그는 서서 자신을 수색하는 경찰들을 지켜본다. 도둑 둘이 나타나 코조의 죽음을 전하고 나서 그를 공격하는데, 자신들이 내내 변장한 경찰이었다고 설명한다.
다에몬이 공격을 물리치자 아래쪽 작은 다리에서 이 작품의 원래 제목의 주인공인 고위 관리 아오토 후지츠나가 눈에 띈다. 아오토는 부하들이 강에서 향로를 찾았으며 정당한 소유자에게 돌려줄 것이라고 설명한다. 안도한 다에몬은 체포되기를 자청하려 하지만, 아오토가 관대하게도 최소한 죽은 쇼군의 제사가 끝날 때까지는 놓아주겠다고 제안한다. 다에몬은 그날 늦게 자수하겠다고 약속하고 떠난다.